# Trégueux
 Trégueux  (en bretón Tregaeg) es una población y comuna francesa, situada en la región de Bretaña, departamento de Côtes-d'Armor, en el distrito de Saint-Brieuc y cantón de Langueux.

## Demografía
| 1734 | 2182 | 4704 | 6537 | 6970 | 6581 |
| Para los censos de 1962 a 1999 la población legal corresponde a la población sin duplicidades (Fuente: INSEE [Consultar]) |      |      |      |      |      |